# Explosion de gaz de Liège
L'explosion de gaz de Liège désigne une explosion de gaz survenue le 27 janvier 2010, dans un immeuble d'habitation de la rue Léopold à Liège, en Belgique. 
Elle fut provoquée par une fuite de gaz naturel qui causa l'effondrement de l'immeuble concerné ainsi que d'une partie de l'immeuble voisin.
La catastrophe fit 14 morts et 19 blessés.

## Contexte
L'explosion souffla l'immeuble sis au n°18 de la rue Léopold, en plein centre de Liège.

## Déroulement
L'explosion eut lieu à 1 h 45, dans la nuit du 27 janvier 2010. Alors que les sapeurs-pompiers de Liège s'affairaient à essayer de dégager les victimes, la façade finit par s'écrouler vers 7h du matin.

## Procès
Un procès fut intenté devant la cour d'appel de Liège envers quatre prévenus dont le propriétaire qui répondait d’homicide involontaire par défaut de prévoyance et de précaution. Les trois autres inculpés furent le service de prévention incendie des sapeurs-pompiers de Liège et deux employés de la ville de Liège. Ces trois derniers n'écopèrent d'aucune peine. Le propriétaire, lui, fut condamné en première instance à une peine de 14 mois de prison avec sursis ainsi qu'à une amende de 2 750 euros, lors du verdict rendu en le 15 octobre 2020.